# Didier Ya Konan
Didier Ya Konan (Abidjan, Costa d'Ivori, 22 de maig de 1984) és un futbolista ivorià que actualment juga de davanter al primer equip del Hannover 96. Va començar com a futbolista a l'Olympic Sport Abobo.

## Clubs
| Club               | País           | Any         |
| ------------------ | -------------- | ----------- |
| ASEC Mimosas       | Costa d'Ivori  | 2003 - 2006 |
| Rosenborg BK       | Noruega        | 2006 - 2009 |
| Hannover 96        | Alemanya       | 2009 - 2014 |
| Ittihad FC         | Aràbia Saudita | 2014        |
| Hannover 96        | Alemanya       | 2014 - 2015 |
| Fortuna Düsseldorf | Alemanya       | 2015        |